# Szczury laboratoryjne
Szczury laboratoryjne: Bioniczna wyspa (ang. Lab Rats/Lab Rats: Bionic Island) – amerykański sitcom produkcji Disney XD stworzony przez Chrisa Petersona i Bryana Moore’a. Produkcja rozpoczęła się we wrześniu 2011. Premiera serialu odbyła się 27 lutego 2012 w Stanach Zjednoczonych na kanale Disney XD, natomiast w Polsce odbyła się 26 maja 2012 roku na kanale Disney XD. Dnia 18 maja 2012 roku została oficjalnie potwierdzona druga seria serialu, a 26 lipca 2013 roku – trzecia. 9 maja 2014 roku Disney XD potwierdził 4 sezon serialu.
9 lutego 2015 roku Kelli Berglund potwierdziła w wywiadzie crossover z serialem Oddział specjalny o nazwie Lab Rats vs. Mighty Med. Od 4 sezonu serial nazywa się „Szczury laboratoryjne: Bioniczna wyspa”.
26 czerwca 2015 roku Kelli Berglund oficjalnie potwierdziła, że 4 sezon jest ostatnim sezonem serialu, jednak dnia 3 września 2015 roku został oficjalnie ogłoszony spin off z serialem Oddział specjalny o nazwie Szczury laboratoryjne: jednostka elitarna, w którym główne role zagrają Kelli Berglund, Billy Unger oraz z serialu Oddział specjalny Jake Short, Bradley Steven Perry i Paris Berelc. Produkcja rozpoczęła się pod koniec 2015 roku, a premiera odbyła się 2 marca 2016 roku.

## Fabuła

### Sezon 1
Leo razem z matką wprowadza się do domu swojego nowego ojczyma, naukowca miliardera, Donalda Davenporta. Po przypadkowym wejściu do rozwiniętego technologicznie podziemnego laboratorium, Leo odkrywa trójkę nastoletnich nadludzi – supersilnego Adama, superszybką Bree oraz superinteligentnego Chase’a. Superbohaterowie proszą Leo, aby zabrał ich z laboratorium i pozwolił im żyć jak normalni nastolatkowie. Wkrótce zaprzyjaźniają się z Leo, którego traktują jak nowego brata i wspólnie szukają sposobu, jak ukryć swoje bioniczne moce przed światem. Pomiędzy super tajnymi misjami bohaterowie przeżywają wiele przygód.

### Sezon 2
Leo próbuje udowodnić rodzeństwu, że ich przyjaciel Marcus jest zły. Okazuje się, że ten ma supermoce. Leo bezskutecznie stara się zebrać na to dowody. W końcu ujawnia się szef Marcusa, Douglas, który okazuje się być jego ojcem i bratem Donalda. Marcus i Douglas porywają Donalda. Adam, Bree i Chase poznają się na Marcusie. Okazuje się, że to nie Donald a Douglas jest ich prawdziwym ojcem. Po walce w złej kryjówce Marcus zostaje zniszczony, a Douglas ucieka. Szczury wybaczają Donaldowi i mówią, że to on zawsze będzie ich ojcem. Później Chase idzie na samotną misję po paliwo do nowego wynalazku Davenporta. Kiedy zasypuje go lawina odnajduje go Douglas, który się tam ukrywał. Douglas próbuje przekonać Chase’a do przejścia na złą stronę mówiąc mu, że da mu super siłę i super szybkość. Chase zgadza się, ale to podstęp, gdyż gdy są w laboratorium Chase mówi mu, że nie zdradzi rodziny i zamraża Douglasa wynalazkiem Davenporta. Donald zabiera zamrożonego Douglasa do tajnego ośrodka. Wkrótce by uratować Perry, Szczury używają supermoce. Ta postanawia ich wydać FBI. Cały majątek Donalda zostaje skradziony. Adam, Bree i Chase by chronić rodzinę uciekają. Perry postanawia nie wydawać rodzeństwa, ale chce pieniędzy za milczenie. Okazuje się, że brat Donalda, Douglas został uwolniony z lodu przez zamaskowanego człowieka z supermocami i to on stoi za kradzieżą pieniędzy. Wysadza laboratorium. Donald i Leo w ostatniej chwili uciekają, ale zostają uwięzieni w windzie.

### Sezon 3
Tasha uwalnia Donalda i Leo z windy. Adam, Bree i Chase zostają zabrani przez Douglasa w cyber masce. Rodzeństwo nie wie że to on i myślą, że to Donald. Zostają uwięzieni. Poznają nowego wspólnika Douglasa, Victora Krane’a. Kiedy uciekają Douglas uruchamia bim-bama by ich kontrolować. Rodzeństwo wraca do domu i chce zniszczyć Donalda, Leo i Tashę. Udaje im się wyłączyć Bim-Bama. Krane przysięga, że ich zabije. Donald zbiera pieniądze na nowe laboratorium i udaje mu się to. Wkrótce Douglas odchodzi od współpracy z Krane’em i chce ostrzec rodzinę przed nim. Donald mu nie wierzy, dopóki Krane nie porywa Leo i Tashy. Donald uwalnia ich. Kiedy Krane prawie zabija bioniczne rodzeństwo, Douglas ich ratuje, ale Krane ucieka. Donald jednak nie wierzy, że jego brat jest dobry. Bree niszczy swój chip, gdyż chce być normalną dziewczyną, ale tego żałuje Donald bezsilnie chce naprawić jej chipa. Pomaga mu Douglas z którym potem się godzi. Wkrótce świat dowiaduje się o mocach Adama, Bree i Chase’a. Okazuje się, że Krane ma wspólniczkę, S-1, która zrzuca na Leo sufit. Rząd chce rozdzielić rodzeństwo. Oni jednak uciekają. Douglas do zmiażdżonej ręki Leo daje bionikę. Adam, Bree, Chase, Leo, Donald i Douglas pokonują Krane’a i S-1 oraz udaje im się przekonać rząd, że pomagają ludziom. Krane i S-1 zostają złapani do specjalnej klatki. Okazuje się, że Krane ma oprócz S-1 jeszcze 99 innych bionicznych nastolatków i zaprzysięga zemstę. Wkrótce bioniczna armia powraca i Krane zamierza dzięki opracowaniu bim-bama przejąć kontrolę nad umysłami ludzi z całego świata. Krane i bioniczna armia stają do walki z Leo, Douglasem, Donaldem, Chase’em, Bree i Adamem. Krane zostaje zabity, a żołnierze odzyskują wolność i nie pamiętają kim był Krane. Donald buduje Bioniczną Akademię Davenporta, w której Adam, Bree i Chase są mentorami, a Leo i bioniczni żołnierze uczniami. Kiedy Chase mówi Sebastianowi (jednemu z żołnierzy) co się stało z Krane’em ten chce pomścić ojca.

### Sezon 4
Sebastian pragnie zabić Donalda tak jak Adam, Bree i Chase zabili jego ojca. Razem z dwójką innych uczniów staje do walki z bionicznym rodzeństwem, ale ostatecznie zostają pokonani i trafiają do więzienia na bionicznej wyspie, a ich chipy zostają zdezaktywowane. Chase i Donald opracowują nowoczesne źródło energii, które podstępem kradnie złoczyńca o imieniu Incapacitator, który poważnie rani Chase’a. Chase trafia na Oddział specjalny, a jego rodzeństwo postanawia pokonać złoczyńce. Wkrótce stara znajoma Douglasa, Giselle chce zrobić film o Adamie, Bree i Chase. Nikt nie wie, że ma złe zamiary zastąpienia bionicznych bohaterów androidami, a cała ekipa filmowa to androidy. Wkrótce Adam, Bree, Chase, Leo i Douglas rozwalają wszystkie androidy, a Giselle ucieka. Kiedy w starej kryjówce Douglasa odnajduje robotyczną rękę Marcusa chce go odbudować i się zemścić. Wkrótce na wyspę przyjeżdża S-1, która okazuje się być dobra po wyłączeniu Trytona. Okazuje się, że Krane zainstalował na Trytonie śmiercionośnego wirusa, więc wszyscy, którzy mieli włączony ten tryb mogą umrzeć. Życie Adama, Bree, Chase’a, S-1 oraz innych żołnierzy jest zagrożone, jednak Leo i Douglas ich ratują. Wkrótce Prezydent chce nagrodzić Adama, Bree i Chase’a za bohaterstwo. Gdy ci jadą na rozdanie nagrody wraz z Donaldem i Douglasem samo prowadzącą się limuzyną, most po którym przejeżdżają zaczyna się zawalać. Leo wraz ze wszystkimi innymi uczniami idzie ich ratować. W końcu Leo zostaje mentorem. Wkrótce Douglas przedstawia wszystkim swoje czwarte bioniczne dziecko, Daniela. Wkrótce rodzina leci na wakacje do Davenportii, kosmicznej kolonii znajdującej się w innej galaktyce. Wkrótce odkrywają, że Krane wcale nie zginął, ale rozbił się o Ziemię. Uratował go naukowiec, Doktor Gao, który stał się jego nowym partnerem. Krane dał mu bionikę i razem chcieli rządzić nową bioniczną rasą na Ziemi, jednak ich plan się nie powiódł. Szczury ostatecznie zabiły Krane’a, a Gao został aresztowany. Wkrótce Giselle sprawia, że uczniowie pojawiają się u niej w laboratorium i zamierza zniszczyć ich chipy. Gdy Szczury, Donald i Douglas przybywają by ich uratować, Giselle przedstawia im odbudowanego Marcusa. Adam, Bree, Chase i Leo trafiają do pułapki wraz z uczniami, a Giselle niszczy ich chipy. Udaje im się uciec z pomocą Leo, który nie ma chipa. Daniel zabija Marcusa i uwalnia Donalda i Douglasa. Adam, Bree i Chase są narażeni na ataki Giselle jej laserowym batem, którym Giselle sama się przypadkowo zabija. Rodzina wraca do Mission Creek, gdzie mają zostać naprawione ich chipy. Tam się okazuje, że Tasha jest w ciąży. Douglas przynosi do labu części Marcusa, z których regeneruje się Marcus, którego potem zabija Douglas. Donald mówi Adamowi, Bree, Chase’owi i Leo o jego nowym projekcie, w którym muszą rozwiązać drużynę. Adam i Leo zostają w Akademii, a Chase i Bree mają być częścią nowej drużyny.

## Obsada

### Główna
- Tyrel Jackson Williams jako Leo Dooley[2] – syn Tashy i pasierb Donalda. W serialu ma 13-16 lat. Jest chłopakiem Janelle. Wiele razy chciał dołączyć do zespołu i udało mu się w odcinku „Leo misja”. Najlepszy przyjaciel Adama, Bree i Chase’a jednak uważa ich za rodzeństwo. Często wykorzystuje super moce Bree dla własnej korzyści. Jako pierwszy poznał prawdziwe intencje Markusa. S-1 w odcinku „Kto wrzucił ten film” miażdży mu rękę, więc Douglas daje mu super moce by mógł pokonać Krane’a i S-1. Swoim bionicznym ramieniem potrafi tworzyć laserowe kule i jest super silny. Od odcinka „W jedności siła” potrafi także pobierać energię z różnych przedmiotów i nią rzucać. W odcinku „First Day of Bionic Academy” jest uczniem bionicznej akademii Davenporta. W odcinku Kosmiczna winda awansuje na zaawansowany poziom. W tym samym odcinku jego lewa noga zostaje zmiażdżona przez kosmiczną windę, więc Donald daje mu w tę nogę bionikę. W odcinku „Lab Rats: On The Edge” tworzy wraz z Loganem i Taylor swoją własną drużynę. Okazuje się, że on i Taylor potrafią połączyć jedną ze swoich supermocy tworząc potężną kule energii. Przez to iż bardzo chciał połączyć tą supermoc, spowodował, że Taylor została niewidoma, więc dręczony wyrzutami sumienia wrócił do Mission Creek, ale w tym samym odcinku wraca do Akademii by ratować swoją rodzinę i zostaje nagrodzony przez Prezydenta, a także zostaje mentorem w akademii.
- Billy Unger jako Chase Davenport[2] – najmłodszy z nadludzkich istot. Ma 14-17 lat. Jest super inteligentny. Jest popychadłem Adama. Kiedy coś lub ktoś go zdenerwuje zmienia się w Brutala. Mimo iż jest najbardziej odpowiedzialny i dojrzały z rodzeństwa to czasem zachowuje się jak dziecko i odbija mu na punkcie swojej inteligencji. Potrafi tworzyć pole siłowe do obrony przed napastnikami, a potem zmniejszać je i rzucić nim. Ma magnesy w rękach, dzięki którym potrafi przyciągać metalowe przedmioty. Posiada wentyl bezpieczeństwa dzięki, któremu może kontrolować super moce Adama i Bree, a także bionicznych żołnierzy. Jego ukryte super moce to kinetyka molekularna dzięki, której może przenosić przedmioty myślą oraz lewitacja. W odcinku „Woja braci” Douglas daje mu laserowy łuk by miał przewagę nad Adamem. Potrafi super szybko czytać. Ma w głowie bazę danych do przechowywania odcisków palców i twarzy ludzi, a także obrazów. Ma w oczach skaner do skanowania pomieszczeń, wizje ciepła, mikroskop i rentgen. Posiada także sonarną wizję do śledzenia obiektów pod wodą. Dzięki bionicznemu GPS'owi może wskazać lokalizacje różnych obiektów. Może stworzyć holograficzny ekran do pokazywania lokalizacji.
- Kelli Berglund jako Bree Davenport[2] – jedyna dziewczyna wśród nadludzkich istot. Ma 15-18 lat. Jest superszybka i zwinna. Potrafi naśladować głosy. Z powodu swoich zdolności często jest wykorzystywana przez Leo. Wiele razy podkreśla jak bardzo chciałaby mieć siostrę. W odcinku „Wojna braci” Douglas daje jej niewidzialność. Potrafi super wysoko skakać, a także może trzymać się ścian i sufitu. Bree chce być czasem normalną nastolatką. Przyjaźni się z Caitlin. W odcinku „Trójka minus Bree”, gdy Donald nie pozwala jej wyjechać na semestr do Australii i iść na imprezę do Caitlin niszczy swój procesor tracąc super moce, jednak w odcinku „Ojciec jest tylko jeden” Douglas i Donald naprawiają go jej. Pracowała w Technikowie by odizolować się od Chase’a i Adama, jednak Chase zdobył tam pracę, a szef ponadto traktował go lepiej niż innych. Douglas daje jej w odcinku „Spike kontra Spiktte” tymczasowy tryb machopodobny.
- Spencer Boldman jako Adam Davenport[2] – najstarszy z nadludzkich istot. Ma 16-19 lat. Jest niewyobrażalnie silny i niezbyt mądry. Potrafi strzelać laserami z oczu i plazmą z rąk. Nie szanuje Chase’a jako brata. Jego ukryte zdolności to oddychanie pod wodą, a także wybuchy energii. W odcinku „Wojna braci” Douglas daje mu super podmuch, by znów miał przewagę nad Chase’em i wszystko wróciło do normalności. Jest niezwykle tępym nastolatkiem, ale czasami ma przebłyski geniuszu. Dostaje do Donalda tymczasowo wentyl bezpieczeństwa by mógł się zemścić na Chase za oszukiwanie w zawodach.
- Hal Sparks jako Donald Davenport[2] – 40-letni miliarder i naukowiec, który zasłynął między innymi jako twórca Adama, Bree, Chase’a i Edzia. Ożenił się z Tashą, która wprowadziła się do niego wraz ze swoim synem, a jego pasierbem – Leo. Jest bardzo inteligentny i egocentryczny. Posiada tendencję chwalenia się swoim intelektem, gdy jest do tego okazja. Nie jest prawdziwym ojcem Adama, Bree i Chase’a co wychodzi na jaw w odcinku „Super wielka bitwa na moce”. Okazuje się, że jest ich wujkiem, a ich prawdziwym ojcem jest jego brat Douglas. Godzi się z nim w odcinku „Ojciec jest tylko jeden”. Mimo tego szczury traktują go jak prawdziwego ojca. Często nie chce dać szczurom wolnego, w efekcie tego w odcinku „Strajk generalny” zastrajkowały. Jest nieobecny w odcinkach: Leo rządzi, Bystrzaki, Śmiercionośna spirala, Misja: Janelle, Mucho-szpieg, brutal ma talent, Adamowo, To ci lama, Nawiedzona szkoła, Malutki braciszek, Oblężenie, Bioniczny pies, Misjomania, Bohater ma szlaban, Wyspa pająka, Spike kontra Spikette, Bioniczny superbohater (część 1 & 2), Jeden za wszystkich, Bob Zombie, The Curse of the Screaming Skull

### Drugoplanowa
- Angel Parker jako Tasha Davenport (z domu Dooley) – żona Donalda oraz matka Leo. Jej matką jest Rose Dooley. Pracuje jako reporterka w miejscowych wiadomościach. Nie podziela zainteresowania swojego męża do nowinek technicznych, a najbardziej nie lubi Edzia. Traktuje Adama, Bree i Chase’a jak swoje dzieci, ale najbardziej lubi spędzać czas z Bree. W odcinku „Trójka minus Bree” Edzie jest w jej ciele, a w odcinku „The Vanishing” okazuje się, że jest w ciąży. Pojawia się w odcinkach: Crush, Chop and Burn (część 1 & 2), Leo rządzi, Szczury w pociągu, Exoszkieleton kontra babcia, Mega urodzinowa klapa, Pożyczysz helikopter?, Odlot, Wojny porządkowe, Gdzie jest laboratorium?, Noc żywych wirusów, Niewidzialna misja, Goryl w pułapce, Strajk generalny, Równoległy wszechświat, Leoś kontra zło, Wielkie rzeczy, Bez pamięci, Lawina!, Nie ma jak dobry żary, Świąteczna misja świąteczna, Koniec świata, Życie to nie bajka (część 1 & 2), Tata lata, Tyrolcia, Zidentyfikowane kule latające, Porwani, Trójka minus Bree, Kto wrzucił ten film (część 1 & 2), Świąteczna demolka, Bioniczna domówka, Bohater ma szlaban, Ultimate Tailgate Challenge, Space Colony (część 1 & 2), The Vanishing (część 2)
- Will Forte jako Edzio – komputer wynaleziony przez Donalda i jednocześnie jego przyjaciel. Nie toleruje Tashy. Nie przepada także za Leo, Adamem, Bree i Chase’em, gdyż uważa, że wszystko w tym domu jest jego. W odcinku „Koniec świata” zostaje zniszczony z powodu wybuchu laboratorium, jednak Donald naprawia go w odcinku „Misja: Perry Perry”. Powróci w odcinku „Human Eddy” pod ludzką formą. Pojawia się w odcinkach: Crush, Chop and Burn (część 1 & 2), Commando App, Mega urodzinowa klapa, Odlot, Wojny porządkowe, Noc żywych wirusów, Kapela, Goryl w pułapce, Leo: misja, Brutal ma talent, Leoś kontra zło, Super wielka bitwa na moce (część 1 & 2), Adamowo, Koniec świata, Misja: Perry Perry, Zidentyfikowane kule latające, Trójka minus Bree, Human Eddy
- Maile Flanagan jako Terry Perry – dyrektorka szkoły Mission Creek High School. Nie cierpi dzieci, a szczególnie Leo. Była zapaśniczką, ma 5 kotów. W odcinku „Koniec świata” odkrywa że Adam Bree i Chase mają super moce. Zgadza się nic nie mówić FBI, ale pod warunkiem, że Donald będzie jej płacił. W odcinku „Kto wrzucił ten film” przekonuje się do Leo. Zakochana w Douglasie. Od odcinka „Uanuthorized Mission” nie jest już dyrektorką w liceum Mission Creek, ale stara się o pracę w Davenport Bionic Academy co wkrótce jej się udaje. Zostaje tam szefem ochrony. Pojawia się w odcinkach: Commando App, Śmiercionośna spirala, Zamiana chipami, Niewidzialna misja, Mucho-szpieg, Leo: misja, Załamka, Równoległy wszechświat, Brutal ma talent, Ot dziura!, Wielkie rzeczy, Zachowujmy się jak dorośli, Adamowo, To ci lama, Nawiedzona szkoła, Perry 2.0, Świąteczna misja świąteczna, Trent dostaje po łapkach, Koniec świata, Życie to nie bajka (część 1), Tata lata, Misja: Perry Perry, Nie taki znowu smartphone, Dyrekcja z innej planety, Sztuczne szczęki, Kto wrzucił ten film (część 1 & 2), Kosmiczni gladiatorzy, Bitwa braci, W cudzej skórze, W jedności siła (część 1), Samowolna misja, Bioniczny bunt (część 1 & 2), Oblężenie, Kosmiczna winda, Bob Zombie, Human Eddy, The Curse of the Screaming Skull, Ultimate Tailgate Challenge, Space Colony (część 1 & 2), The Vanishing (część 2)
- Jeremy Kent Jackson jako Douglas Davenport – twórca Marcusa i młodszy brat Donalda. Prawdziwy ojciec Adama, Bree i Chase’a, jednak miał złe zamiary, więc Donald Davenport postanowił ich ukraść i uratować. Jest głównym antagonistą drugiego sezonu. W odcinku „Lawina” chciał przeciągnąć Chase’a na złą stronę, jednak Chase podstępem go pokonał i zamroził go wynalazkiem Davenporta. W odcinku „Koniec świata” zostaje z niego uwolniony przez zamaskowanego człowieka w masce i jednocześnie wysadza laboratorium, gdy są w nim Leo i Donald. W odcinku „Życie to nie bajka” porywa szczury w cyber-masce, jednak tym udaje się uciec. W odcinku „Porwani” przechodzi na dobrą stronę, a w odcinku „Ojciec jest tylko jeden” godzi się z Donaldem i zamieszkał u nich w domu. W odcinku „And Then There Were Four” okazuje się, że Douglas ma jeszcze jedno bioniczne dziecko, Daniela. Pojawia się w odcinkach: Leoś kontra zło, Super wielka bitwa na moce (część 1 & 2), Lawina!, Koniec świata, Życie to nie bajka (część 1 & 2), Porwani, Ojciec jest tylko jeden, Kto wrzucił ten film? (część 1 & 2), Uzbrojeni i uroczy, Bitwa braci, W cudzej skórze, W jedności siła (część 2), Oblężenie, Bioniczny pies, Misjomania, Wyspa pająka, Spike kontra Spikette, Bioniczny superbohater (część 1 & 2), Jeden za wszystkich, Bob Zombie, The Curse of the Screaming Skull, Lab Rats: On The Edge (część 1 & 2), And Then There Were Four, The Vanishing (część 1 & 2)
- Madison Pettis jako Janelle – obiekt westchnień Leo, a także jego dziewczyna. Jest normalną, inteligentną i uczciwą dziewczyną, która nie lubi wywyższających się chłopaków. Została żoną Leo w alternatywnej przyszłości, ale ponieważ Leo nie poszedł z nią do kina w odcinku „Powrót z przyszłości” tylko poszedł ratować szczury nią nie została, więc Leo musiał to naprawić. Pojawia się w odcinkach: Pożyczysz helikopter?, Powrót z przyszłości, Misja: Janelle, Lawina!, Nie ma jak dobry żart, Misja: Perry Perry, Zidentyfikowane kule latające, Sztuczne szczęki, Uzbrojeni i uroczy, Adam wkracza do akcji
- Michaela Carrozzo jako Caitlin – najlepsza przyjaciółka Bree. Podobają jej się Adam i Chase. Nosi okulary. W odcinku „Masakra robotów” mało co nie dowiedziała się o super mocach Bree. Załatwiła Bree pracę w Technikowie w odcinku „Tyrolcia”, ale sama została z niej zwolniona w odcinku „Nie taki znowu Smartphone”. Pojawia się w odcinkach: Śmiercionośna spirala, Noc żywych wirusów, Masakra robotów, To ci lama, Tyrolcia, Nie taki znowu smartphone, Kosmiczni gladiatorzy, Bohater ma szlaban
- Eddie Perino jako Trent – największy rywal Leo. Kapitan szkolnej drużyny footballowej. Nie uczy się za dobrze i kilka razy kiblował w tej samej klasie. W odcinku „Trent dostaje po łapkach” w końcu skończył szkołę z pomocą Leo i Chase’a, ale zostaje nauczycielem W-F. W odcinku „Nie taki znowu Smartphone” prawie został dyrektorem szkoły. Pojawia się w odcinkach: Commando App, Misja: Janelle, Nawiedzona szkoła, Trent dostaje po łapkach, Nie taki znowu smartphone, Zidentyfikowane kule latające
- Garrett Backstrom jako Ethan – chłopak, który podoba się Bree z wzajemnością, ale ona zawsze ucieka, gdy tylko go zobaczy. Pojawia się w odcinkach: Leo rządzi, Bystrzaki
- Ben Stilwell jako Owen – drugi chłopak Bree. Uwielbia malować obrazy i inną tego rodzaju sztukę. Zaprzyjaźnił się z Adamem w odcinku „Brutal ma talent” co doprowadza do zazdrości Bree. Pojawia się w odcinkach: Kwarantanna, Brutal ma talent, Nawiedzona szkoła
- Oana Gragory jako Stefanie – najpopularniejsza dziewczyna w szkole. Jest cheerleaderką. Nie lubi Bree ze wzajemnością. Pojawia się w odcinkach: Misja: Janelle, Noc żywych wirusów
- Telma Hopkins jako Rose Dooley – matka Tashy i babcia Leo, a także przybrana babcia Adama, Bree i Chase’a. Teściowa Donalda. Nie przepada za nim, ale przekonuje się do niego w odcinku „Świąteczna demolka”. Pojawia się w odcinkach: Exoszkieleton kontra babcia, Nie ma jak dobry żart, Świąteczna demolka
- Dustin Ingram jako Scott – właściciel Technikowa i były szef Chase’a, Bree oraz Caitlin. Nie lubi ani Bree ani Caitin, tylko Chase’a. Pojawia się w odcinkach: Tyrolcia, Nie taki znowu smartphone, Zidentyfikowane kule latające, Wojna braci
- John Eric Bentley jako Prezydent – prezydent USA. Ma na imię Craig i ma dwie córki. Zleca Szczurom nowe misje. Był kontrolowany przez Krane’a. Pojawia się w odcinkach: Uzbrojeni i uroczy, W jedności siła (część 1 & 2), Bioniczna domówka, Human Eddy, Lab Rats: On the Edge (część 2)
- Pearce Joza jako Daniel Davenport – czwarte bioniczne dziecko Douglasa, które po raz pierwszy pojawia się w odcinku „And Then There Were Four”. Okazuje się, że Douglas nie powiedział mu o jego bionice. Powiedział mu także, że Adam, Bree i Chase nie są jego rodzeństwem tylko kuzynami. Prawda jednak wyszła na jaw. Potrafi replikować supermoce innych przez dotyk. Został uczniem Akademii. Pojawia się w odcinkach Adam Then There Were Four, The Vanishing (część 1 & 2).

### Bioniczni żołnierze
- Ashley Argota jako Taylor (wcześniej S-1) – bioniczna pomocniczka Krane’a. Antagonistka w trzecim sezonie. Jest jednym z wielu bionicznych żołnierzy Krane’a. Była jego „prawą ręką”. Zakochana w Chase. W odcinku „Kto wrzucił ten film?” zwala na Leo sufit, w efekcie czego Leo dostaje super moce od Douglasa. W odcinku „W jedności siła” powraca, jednak Leo pokonuje ją dzięki nowej super mocy. Później powróciła w odcinku „One of Us”, gdzie przyjechała na wyspę, ale nie pamiętała, że była zła. Miała złe wspomnienia z Krane’em. Zaprzyjaźniła się z Leo, Adamem, Bree i Chasem. W odcinku „Lab Rats: On The Edge” okazuje się, że ma już na imię Taylor, jednak Leo wolał dać jej imię Charlotte. Okazuje się też, że potrafi połączyć z Leo jedną ze swoich supermocy, tworząc ogromną kulę energii, jednak przez wypadek z winy Leo z tej supermocy zostaje niewidoma, ale mimo tego nie ma do niego żalu. Wcześniej dostała specjalne okulary. Jest członkiem drużyny Leo. Przez to, że straciła wzrok, wyostrzyły się jej inne zmysły. Pojawia się w odcinkach: Kto wrzucił ten film? (część 1 & 2), W jedności siła (część 2), Jeden za wszystkich, Lab Rats: On The Edge (część 1 & 2)
- Max Charles jako Spin – jeden z bionicznych żołnierzy Krane’a. Uczeń Bionicznej Akademii. Rywal Leo. Brat Boba i Sebastiana. Potrafi się bardzo szybko kręcić. Zakochał się w Janelle. Pojawia się w odcinkach: Pierwszy dzień w Bionicznej Akademii, Adam wkracza do akcji, Samowolna misja, Bioniczny bunt (część 1 & 2), Zdani na siebie, Misjomania
- Brandon Salgado-Telis jako Bob – jeden z bionicznych żołnierzy Krane’a. Uczeń bionicznej akademii. Jest super silny i potrafi lewitować. Ma lęk wysokości i jest daltonistą. Zauroczył się w Bree, a potem w Caitlin i Tashy. Jego mentorem jest Adam. Pojawia się w odcinkach: Pierwszy dzień w Bionicznej Akademii, Adam wkracza do akcji, Samowolna misja, Bioniczny bunt (część 1 & 2), Zdani na siebie, Misjomania, Bohater ma szlaban, Kosmiczna winda, Bob Zombie, The Curse of the Screaming Skull, Ultimate Tailgate Challenge, The Vanishing (część 1 & 2)
- Liana Ramirez jako Kate/Spikette – jedna z bionicznych żołnierzy Krane’a. Była najbardziej nieśmiałą uczennicą akademii. Douglas odkrył, że ta ma tryb machopodobny. Chase chciał go jej aktywować, ale w końcu Adam go jej aktywował. Później Douglas zdezaktywował jej ten tryb i dał jej soniczny krzyk. Pojawia się w odcinku: Spike kontra Spikette
- Emery Kelly jako Logan – jeden z bionicznych żołnierzy Krane’a. Jest zaprzyjaźniony z Leo i Taylor. Razem z nimi stworzył bioniczne trio. Jest na poziomie expert. Potrafi manipulować energią. Pojawia się w odcinku Lab Rats: On The Edge (część 1 & 2)

### Wrogowie
- Mateus Ward jako Marcus Davenport – główny antagonista pierwszego i drugiego sezonu. Nienawidzi Leo. Jest anrdoidem stworzonym przez Douglasa z celu przyprowadzenia do niego szczurów. Leo pierwszy odkrył jego prawdziwe intencje. Ma super moce. Jest super silny, super szybki i super inteligentny i posiada prawie wszystkie moce szczurów. Ostatecznie zostaje zniszczony w odcinku „Super wielka bitwa na moce” przez zapadający się sufit po tym jak Adam odkrył swoją nową umiejętność, gdy Marcus chciał zabić Leo. W odcinku „Bioniczny superbohater” Giselle znajduje jego robotyczną rękę i postanawia odbudować Marcusa. Marcus powrócił w odcinku „The Vanishing”, gdzie został zabity przez Daniela, ale się zregenerował. Potem został pokonany na dobre przez Douglasa. Pojawia się w odcinkach: Kapela, Kosmiczna misja, Goryl w pułapce, Leoś kontra zło, Super wielka bitwa na moce (część 1 & 2), The Vanishing (część 1 & 2)
- Graham Shiels jako Victor Krane – zamaskowany człowiek, który uwolnił Douglasa z lodu w odcinku „Koniec świata”. Główny antagonista trzeciego sezonu. Ma super moce. Pokazał swoją twarz w odcinku „Życie to nie bajka (część 2)”. Ma do wyrównania rachunki ze światem, ale jedynymi osobami, które mogą mu w tym przeszkodzić są Adam, Bree i Chase. Sam sobie wszczepia bioniczne implanty. W odcinku „Porwani” porywa Leo i Tashę i w tym samym odcinku Douglas odchodzi od współpracy z nim. W odcinku „Kto wrzucił ten film?” okazuje się, że ma bioniczną pomocniczkę - S-1, która pomaga mu w złych celach. Ostatecznie oboje zostają złapani przez FBI, jednak okazuje się, że mają wielką bioniczną armię na wyspie nieopodal Japonii. W odcinku „Rise of the Secret Soldiers” powraca z całą bioniczną armią, jednak szczury pokonują go. W odcinku „Bioniczny pies” okazuje się, że kiedy Douglas odszedł do współpracy z Krane’em, ten nakazał bionicznemu psu Douglasa zniszczyć go. W odcinku „Jeden za wszystkich” okazuje się, że w przeszłości zainstalował do Trittona śmiertelnego wirusa, który ma wykończyć wszystkich, którzy mieli styczność z tą aplikacją, jednak wirus zostaje zdezaktywowany. Później ostatecznie powraca w odcinku „Space Colony”, gdzie wraz z Doktorem Gao chcą zainstalować bionikę zwykłym ludziom i razem rządzić nową bioniczną rasą. Ostatecznie ginie po wystrzeleniu przez Chase’a ze statku kosmicznego wiązki energii w stronę jego statku. Pojawia się w odcinkach: Koniec świata, Życie to nie bajka (część 2), Porwani, Kto wrzucił ten film? (część 1 & 2), W jedności siła (część 2), Space Colony (część 1 & 2)
- Cole Ewing jako Sebastian – jeden z bionicznych żołnierzy Krane’a. Antagonista pierwszych dwóch odcinków czwartego sezonu. W odcinku „W jedności siła” walczył z Chase’em. Chase go pokonał. W odcinku „Bioniczna domówka” nie ma gdzie pójść razem z innymi żołnierzami po tym jak nie są już pod kontrolą Krane’a. Adam zaprasza ich do domu. W odcinku „Pierwszy dzień w Bionicznej Akademii” razem z innymi żołnierzami zostają uczniami Bionicznej Akademii Davenporta. W odcinku „Samowolna misja” ponownie przechodzi na złą stronę po tym jak dowiaduje się, co się stało z Victorem Krane’em. W odcinku „Bioniczny bunt” wszczyna bunt i postanawia przekonać wszystkich, żeby pozbyli się Leo, podczas gdy on, Lexi i Tank zajmą się Adamem, Bree i Chase’em. Jego supermoce to super siła, super szybkość, super inteligencja, laserowy wzrok, transmitowanie energii, elektrokineza, bioniczny sygnał, laser bow, teleportacja, kinetyka molekularna i pyrokineza. Pod koniec odcinka „Bionic Rebellion” traci swój chip i wraz z Lexi i Tankiem trafia do więzienia. Pojawia się w odcinkach: W jedności siła (część 2), Bioniczna domówka, Pierwszy dzień w Bionicznej Akademii, Adam wkracza do akcji, Samowolna misja, Bioniczny bunt (część 1 & 2)
- Ben Bode jako Agent Graham – tajny agent zajmujący się zjawiskami paranormalnymi. Kiedy dowiedział się o mocach Adama, Bree i Chase’a to razem z innymi agentami rządowymi zrobili im nalot na dom. Później, kiedy Bree i Adam uratowali mu życie postanowił przekonać ludzi, że Szczury pomagają. Lecz później powiedział, że od teraz Szczury należą do niego. W odcinku „Uzbrojeni i uroczy” Adam, Bree i Chase przez niego zaniedbywali misję, więc postanowili wrócić do Donalda, a jemu zrobić wstyd przed prezydentem. Pojawia się w odcinkach: Kto wrzucił ten film? (część 1 & 2), Uzbrojeni i uroczy.
- Marissa Cuevas jako Lexi – jedna z bionicznych żołnierzy. Była na poziomie ekspert tak jak Sebastian i Tank. Jej supermoce to super szybkość, teleportacja i materializacja. Jej mentorką była Bree. Razem z Sebastianem i Tankiem zamierzali zabić ojca szczurów tak jak oni zabili ich ojca. Tak jak Sebastian i Tank straciła chipa i trafiła do więzienia. Pojawia się w odcinkach: Bioniczny bunt (część 1 & 2).
- Joel Michael Kramer jako Tank – jeden z bionicznych żołnierzy. Jego mentorem był Adam. Jego supermoce to super siła i teleportacja. Był na poziomie ekspert. Nic nie mówi, tylko wydaje z siebie jęki, ale Adam rozumie go. Jest o wiele silniejszy niż Adam. Pod koniec odcinka „Bioniczny bunt” traci chip i razem z Sebastianem i Lexi trafia do więzienia. Pojawia się w odcinkach: Bioniczny bunt (część 1 & 2).
- Leo Howard jako Troy West – hollywoodzki aktor, który miał zagrać w filmie o Adamie, Bree i Chase. Zmanipulował Bree by dała mu informacje na temat chipa Chase’a. Okazuje się być androidem Giselle tak jak cała ekipa filmowa. Jego supermoce to laserowy wzrok, pole siłowe i super siła. Był starym modelem i Giselle miała go zastąpić nowym. Bree rozwala go wsadzając go do wody co powoduje spięcie. Pojawia się w odcinkach: Bionic Action Hero (część 1 & 2).
- Jessalyn Wanlim jako Giselle Vickers – reżyserka filmowa i koleżanka ze studiów Douglasa. Kiedyś się spotykali, ale Giselle go porzuciła. Douglas nadal jest w niej zakochany. Postanowiła stworzyć film o Adamie, Bree i Chase. W rzeczywistości miała złe zamiary i chciała zastąpić bionicznych bohaterów androidami. Kiedy Troy dowiedział się, że Giselle zamierza go zastąpić postanowił się jej pozbyć i strzelił do niej z działka. Kiedy nikt nie patrzył Giselle uciekła. Poszła do starego domu Douglasa i w gruzach znalazła robotyczną rękę Marcusa i postanowiła go odbudować by się zemścić. W odcinku „The Vanishing” przypadkowo przecięła się na pół swoim laserowym batem. Pojawia się w odcinkach: Bioniczny superbohater (część 1 & 2), The Vanishing (część 1 & 2).
- Ping Wu jako doktor Gao – naukowiec, który uratował życie Krane’a po tym gdy po walce ze Szczurami wyleciał w powietrze i rozbił się o Ziemię. Krane dał mu bionikę (pole siłowe, teleportacje i generacje energii). Stał się nowym partnerem Krane’a. Opracowali serum, dzięki któremu zwykłym ludziom mogli dawać bionikę. Zamierzali kontrolować wszystkich bionicznych ludzi przy użyciu Trittona. Ostatecznie został pokonany przez Leo, którego kontrolował i został aresztowany. Pojawia się w odcinku: Space Colony (część 2).

## Wersja polska
Wersja polska: na zlecenie Disney Character Voices International – SDI Media Polska

Reżyseria: Artur Kaczmarski

Dialogi:
- Róża Maczek (odc. 1-51, 60-61, 64-66, 70-84, 86-88),
- Artur Warski (odc. 52-59, 62-63, 67-69, 85, 89-94, 97-98),
- Maciej Wysocki (odc. 95-96)

Dźwięk: Łukasz Fober
Montaż: Magdalena Waliszewska (odc. 4, 14-16, 31, 34-37, 60-61, 64-66)
Kierownictwo produkcji: Katarzyna Ciecierska
Wystąpili:
- Beniamin Lewandowski – Leo Dooley
- Maciej Musiał – Chase Davenport
- Kamil Kula – Adam Davenport
- Iga Krefft – Bree Davenport
- Grzegorz Kwiecień – Donald Davenport
- Anna Sroka-Hryń – Tasha Davenport
- Paweł Szczesny – Edzio
- Katarzyna Kozak – Terry Perry
- Krzysztof Cybiński –
  - Douglas Davenport,
  - Griffin (odc. 39),
  - ochroniarz (odc. 62)
- Paweł Ciołkosz –
  - Owen (odc. 24, 29, 40),
  - Scott (odc. 51-53, 63)
- Krzysztof Szczepaniak –
  - S-3/Sebastian Krane (odc. 68-74),
  - Liam (odc. 77)
- Marek Moryc – Bob Krane (odc. 70-75, 78, 80, 84, 88, 90, 93, 97-98)
- Bernard Lewandowski – Spin Krane (odc. 70-75, 78)
- Zuzanna Galia – S-1/Taylor Krane (odc. 59-60, 68, 87, 91-92)
- Piotr Bajtlik –
  - Trent (odc. 3, 40, 45, 52-53),
  - Clayton Harrington (odc. 33),
  - agent FBI (odc. 46)
- Julia Chatys – Janelle (odc. 10-11, 16, 37, 43, 50, 53, 58, 61, 71)
- Jakub Szydłowski –
  - Leo z przyszłości (odc. 11),
  - policjant (odc. 15),
  - Victor Krane (odc. 48, 55, 59-60, 68, 95-96)
- Dominika Sell – Caitlin (odc. 9, 17, 39, 51-52, 62, 80)
- Józef Pawłowski – Marcus (odc. 19-21, 30, 34-35, 97-98)
- Robert Tondera –
  - Brutal – alter ego Chase’a (odc. 3),
  - agent specjalny Ryker (odc. 31),
  - sprzedawca samochodów (odc. 32),
  - głos kosmity (odc. 54)
- Joanna Borer – Edwarda (odc. 3)
- Maria Niklińska – Danielle (odc. 4)
- Adam Pluciński – Ethan (odc. 4, 7)
- Jan Piotrowski – Gordo (odc. 8)
- Artur Kaczmarski –
  - nabywca pudełka na biżuterię (odc. 14),
  - głos komputera laboratorium na kółkach (odc. 15)
- Przemysław Stippa – Trent (odc. 17)
- Agnieszka Kunikowska – głos nawigacji samochodu (odc. 21)
- Waldemar Barwiński –
  - ochroniarz (odc. 24),
  - Pierce Herrington (odc. 28),
  - dr Evans (odc. 33)
- Mikołaj Klimek – komentator walk robotów (odc. 25)
- Aleksandra Kowalicka – Caitlin (odc. 25)
- Jacek Król –
  - Gordon (odc. 27),
  - Brutal – alter ego Chase’a (Spike) (odc. 28, 64, 82),
  - prezydent USA (odc. 61, 67-69, 91, 94)
- Krzysztof Plewako-Szczerbiński – Joey Logano (odc. 33)
- Joanna Pach-Żbikowska – przedstawicielka Białego Domu (odc. 36)
- Justyna Bojczuk – Kerry Perry (odc. 38)
- Mateusz Rusin – Wowa (odc. 41)
- Wojciech Machnicki – reprezentant banku (odc. 46)
- Andrzej Chudy – kapitan (odc. 47)
- Joanna Węgrzynowska-Cybińska – Regina (odc. 58)
- Jacek Kopczyński – agent specjalny Graham (odc. 59-61)
- Franciszek Dziduch – Simon (odc. 62)
- Przemysław Wyszyński – Jake Chambers (odc. 65)
- Janusz Wituch – przestępca (odc. 75)
- Matylda Kaczmarska – Kerry Perry (odc. 76)
- Mirosława Krajewska – pani Stern (odc. 78)
- Mateusz Ceran – Reggie (odc. 82)
- Franciszek Boberek – Kaz (odc. 83)
- Jakub Zdrójkowski – Oliver (odc. 83)
- Bartosz Wesołowski – Tekton (odc. 83)
- Tomasz Błasiak – Obezwładniacz (odc. 83)
- Klaudiusz Kaufmann – dr Ryan (odc. 84)
- Maciej Kosmala – Troy West (odc. 85-86)
- Lidia Sadowa – Giselle Vickers (odc. 85-86, 97-98)
- Marta Dobecka – Bree (w końcowej scenie odc. 85)
- Modest Ruciński – Adam (w końcowej scenie odc. 85)
- Marta Dylewska – S-1 (w końcowej scenie odc. 87)
- Miłosz Konkel – Logan Krane (odc. 91-92)
- Wojciech Żołądkowicz – Willie McGinest (odc. 93)
- Maciej Falana – Daniel Davenport (odc. 94, 97-98)
- Tomasz Steciuk –
  - Dr Gao (odc. 96),
  - policjant (odc. 97)

i inni
Lektor: Artur Kaczmarski

## Lista odcinków
| Seria | Seria | Odcinki | Oryginalna emisja | Oryginalna emisja | Oryginalna emisja | Oryginalna emisja |
| Seria | Seria | Odcinki | Premiera serii    | Finał serii       | Premiera serii    | Finał serii       |
| ----- | ----- | ------- | ----------------- | ----------------- | ----------------- | ----------------- |
|       | 1     | 20      | 27 lutego 2012    | 5 listopada 2012  | 26 maja 2012      | 20 marca 2013     |
|       | 2     | 26      | 25 lutego 2013    | 12 stycznia 2014  | 7 czerwca 2013    | 14 kwietnia 2014  |
|       | 3     | 26      | 17 lutego 2014    | 5 lutego 2015     | 13 września 2014  | 16 maja 2015      |
|       | 4     | 26      | 18 marca 2015     | 3 lutego 2016     | 31 sierpnia 2015  | 29 kwietnia 2016  |